# アフガン・ハウンド
アフガン・ハウンドは、アフガニスタン原産の長毛サイトハウンド（視覚型狩猟犬）。古代の原始的な狩猟犬の姿を残す犬種とされ、アフガニスタンで実用犬として用いられる一方で、華やかで優美な姿から20世紀にヨーロッパでショードッグとして改良され、人気を得た。

## 歴史
ペルシャのサルーキが祖先であると推測される。北方の山岳地帯の寒冷な気候に適応し、長く分厚い被毛を得た。山地でウサギやガゼル、ヒョウ等を狩る他、遊牧民の家畜を外敵から守る番犬としても活躍した。アフガニスタンでは実用的な猟犬や護畜犬として今日も用いられているが、近年は、戦乱の影響によるアフガニスタンでの数の減少が危惧されている。土着のアフガン・ハウンドには、バーフルム（Bakhmul）等と呼ばれるタイプと、ハーラグ・タズィ（Khalag Tazy）と呼ばれるタイプの2つがある。
アフガン・ハウンドは、20世紀のヨーロッパで見栄えのする容姿が注目され、ショードッグとして本格的に改良が重ねられた。はじめに犬種のスタンダードの基準となったのは、1907年にイギリスに持ち込まれたザルディン号であったが、実際にその後の多くのアフガン・ハウンドの祖となったのは、1920年代にイギリスで紹介されたガズィーニ号である。1920年代以降、人気が高まり、1926年にザ・ケネルクラブに登録された。

## 特徴
体高63センチから73センチ、体重23キロから27キロと大柄な犬種。口吻が長く細面で、腰が高く、全身を絹のような長く美しい被毛が覆う。短毛種、房毛種、厚い長毛種の3種類が現存する。毛色はさまざまである。美しい毛並みを維持するためには毎日の丁寧なブラッシングが欠かせない。耳は垂れ耳。走るのはとても早い。
独立心が非常に強く、意に反した命令をされることを嫌う。「世界一頭の悪い犬」という不名誉な評価も持つが、それは知能というよりも、服従度の問題だという。飼育には多くの運動と、しっかりとした訓練が必要である。